# Fereshteh Forough
Fereshteh Forough (Irán, 1985) es una activista social afgana y directora ejecutiva y fundadora de Code to Inspire (CTI), la primera escuela de codificación para niñas en Afganistán. Es defensora de la igualdad de género y el empoderamiento de las mujeres en los países en desarrollo a través de la alfabetización digital, la educación y la independencia financiera.

## Trayectoria
Forough nacida en Irán de padres afganos, creció como refugiada junto a sus siete hermanos. Un año después de la caída de los talibanes en 2001, su familia regresó a Herat, Afganistán. En 2012, se mudó a la ciudad de Nueva York. Posteriormente traslado su residencia a New Hampshire, Estados Unidos.
Forough se graduó de la escuela secundaria en Irán, especializándose en literatura. Inicialmente, no tenía interés en la informática, pero fue asignada a esa carrera tras realizar un examen de ingreso a la universidad. Su padre la animó a seguir esa carrera  y ella siguió su consejo. Se licenció en Ciencias de la Computación por la Universidad de Herat y más tarde un máster en la Universidad Técnica de Berlín en Alemania.
Tras obtener su máster, Forough se convirtió en profesora de informática en su alma mater, la Universidad de Herat, donde trabajó durante casi tres años. Antes de fundar Code to Inspire en enero de 2015, Forough también fue cofundadora y miembro de la junta directiva de Women's Annex Foundation. Esta organización, ahora conocida como Digital Citizen Fund, es una entidad sin ánimo de lucro que enseña alfabetización digital a niñas y mujeres y trabaja para brindar acceso a la tecnología e Internet a las niñas en los países en desarrollo.
Forough es una oradora de Peace is Loud entre cuyos temas figuran "Mujeres y tecnología: invertir en el futuro", "Educar, inspirar y empoderar a las mujeres afganas", "Codificación para el cambio social" y "Rellenar la brecha de género en STEM". Dio una charla TED en 2013 y fue ponente de la Clinton Global Initiative en 2015. También fue mentora del proyecto Change is Made with Code de Google de 2016.

### Code to Inspire
Code to Inspire (CTI) inauguró en noviembre de 2015 la primera escuela de codificación exclusivamente femenina de Afganistán. CTI, con sede en Herat, es un programa sin ánimo de lucro de un año de duración. Las mujeres y niñas que participan en el programa suelen tener entre 15 y 25 años de edad. Forough vio la necesidad de una escuela de codificación exclusivamente femenina cuando ella misma estaba estudiando y se enfrentó a la discriminación de sus compañeros varones. Puso en marcha una campaña de micromecenazgo a través de IndieGoGo y recaudó más de 22.000 USD para ayudar a financiar la escuela de codificación. CTI también recibió financiación de otras organizaciones, como Malala Fund y GitHub, así como 20 ordenadores portátiles de Overstock.com. El objetivo de Forough al establecer CTI era permitir que las niñas aprendieran habilidades tecnológicas en un entorno seguro y cómodo. Las estudiantes también pueden elaborar sus curriculum vitae, lo que puede dar lugar a mayores oportunidades laborales tras la graduación. El programa ofrece formación en el desarrollo de aplicaciones móviles, juegos educativos, fundamentos de codificación y diversas habilidades tecnológicas, como el uso de redes sociales, adaptándose a los distintos niveles de experiencia de las alumnas. Forough expresó su deseo de abrir nuevas sucursales de CTI en otras ciudades de Afganistán y en países de todo Oriente Medio y África.
En 2021, Forough se vio obligada a cerrar la sede física de la escuela en Herat debido a la toma de control del país por los talibanes. Para garantizar que las clases pudieran continuar virtualmente, CTI proporcionó ordenadores portátiles y paquetes de Internet a las estudiantes que lo necesitaban. El ochenta por ciento de las estudiantes han seguido asistiendo a la escuela en línea.

## Reconocimientos
En la primera edición de los Young Women's Honors de Marie Clair en 2016, Forough ganó el premio The Revolutionary. Ese mismo año, su proyecto CTI recibió el premio CITRIS Athena Awards for Women in Technology Next Generation Engagement Award de la Universidad de California, Berkeley. También en 2016, CTI recibió el premio RISE de Google, que le otorgó 25.000 dólares estadounidenses. Al año siguiente, CTI fue reconocido con el Premio Comunitario de Sustania.
En 2019, Forough fue reconocida en The Game Awards 2019 como Global Gaming Citizen, alguien que utiliza los juegos para crear cambios positivos.
Ha aparecido en los libros 200 Women: Who Will Change the Way You See the World (2017), Unlocked: How Empowered Women Empower Women (2021) y We Are Still Here: Afghan Women on Courage, Freedom, and the Fight to be Heard (2022).